# Sean Reinert
 (janvier 2020).
Si vous disposez d'ouvrages ou d'articles de référence ou si vous connaissez des sites web de qualité traitant du thème abordé ici, merci de compléter l'article en donnant les références utiles à sa vérifiabilité et en les liant à la section « Notes et références ».
Pour les articles homonymes, voir Reinert.
Sean Reinert, né le 27 mai 1971 à Long Beach et mort le 24 janvier 2020, est un musicien et compositeur américain. 
Il est principalement connu pour avoir été le batteur des groupes Cynic (jusqu'en 2015) et Æon Spoke et pour avoir joué sur l'album Human du groupe Death.

## Biographie
Sean Reinert est un des membres fondateurs du groupe Cynic.
En 1991, Paul Masvidal, un autre membre de Cynic, et lui rejoignent le groupe Death pour enregistrer l'album Human.
En 1999, Sean et Paul fondent Æon Spoke, un groupe d'« ethereal rock ».
En mai 2014, ils révèlent tous les deux leur homosexualité.
Sean Reinert quitte Cynic en septembre 2015.
Le 24 janvier 2020, il est retrouvé inconscient à son domicile en Californie. La cause du décès est due à une insuffisance cardiaque. Il avait 48 ans.

## Discographie

### Avec Cynic
- Focus (1993)
- Traced in Air (2008)
- Re-Traced (2010)
- Carbon Based Anatomy (2011)
- The Portal Tapes (2012)
- Kindly Bent to Free Us (2014)

### Autres apparitions
- Death − Human (1991)
- Sean Malone − Cortlandt (1996)
- Gordian Knot − Gordian Knot (1999), Emergent (2003)
- Aghora − Aghora (2000), Formless (2006)
- Æon Spoke − Above the Buried Cry (2004), Æon Spoke (2007)
- Anomaly − Anomaly (1998)
- C-187 − Collision (2007)
- Levi/Werstler − Avalanche of Worms (2010)
- Sylencer – A Lethal Dose of Truth (2012)